# Lemminkäinen (Merikanto)
Lemminkäinen is een symfonisch gedicht, gecomponeerd door Aarre Merikanto. Merikanto schreef het werk in de laat-romantische stijl, voordat hij zich wendde tot meer moderne uitingen. Het is een vroeg werk van de componist en geheel onder invloed van zijn leermeester Max Reger geschreven. De eerste notities dateren echter al van voordat Merikanto les kreeg in Leipzig. Het werk begint met een krachtig signaal van de koperblazers.
Merikanto schreef het werk voor:
- 3 dwarsfluiten, 3 hobo’s, 2 klarinetten, 2 fagotten
- 4 hoorns, 3 trompetten, 3 trombones, 1 tuba
- pauken, 3 man/vrouw percussie, 1 harp
- violen, altviolen, celli, contrabassen